# Lüneburg Vandtårn
Lüneburg Vandtårn (tysk: Wasserturm Lüneburg) er et vandtårn i den sydøstlige del af Lüneburgs ældre bydel i Niedersachsen i Tyskland. Vandtårnet påbegyndtes den 3. oktober 1905, efter tegninger af arkitekten Franz Krüger (1873–1936), og blev taget i brug i november 1907. Vandtårnet er 55 meter højt, og er i dag det højeste ikke-kirkelige bygningsværk i Lüneburgs indre by, og det står mellem den væsentligt yngre Nordlandhalle og Johanneumet der fungerer som skole. Bygningen består af en kvadratisk sokkel på 18 meter, og af en rund del, som er muret op omkring det 500 kubikmeter store vandreservoir. Den øverste del bæres af 16 massive søjler.